# Celina (Tennessee)
Celina è un comune degli Stati Uniti d'America, situato nello Stato del Tennessee, nella Contea di Clay, della quale è il capoluogo.